# Calea ferată Medgidia–Tulcea

Calea ferată Medgidia - Tulcea Oraș este o cale ferată care leagă municipiul Medgidia de municipiul reședință de județ Tulcea. Aceasta străbate două județe, respectiv Constanța și Tulcea.

## Prezentare generală
Calea ferată Medgidia - Tulcea Oraș pornește din Județul Constanța și are ca punct final localitatea Tulcea din Județul Tulcea.
Această linie mai este denumită în limbajul de specialitate linia 804 și are o lungime totală de 143,8 kilometri, fiind o linie simplă neelectrificată. În afară de localitățile Medgidia și Tulcea un alt oraș de pe traseul acestei linii este Babadag.

## Forme de relief
- Podișul Medgidiei
- Podișul Casimcei
- Podișul Babadagului
- Dealurile Tulcei

Notă - Prescurtări folosite în graficul liniei :
- h. = Haltă fără vânzare de bilete
- Hm. = Haltă de mișcare
- hc. = Haltă deschisă pentru achiziționarea biletelor